# K. Sint-Truidense VV
K. Sint-Truidense V.V. este un club de fotbal din Sint-Truiden, Belgia, care evoluează în Divizia Secundă. Echipa susține meciurile de acasă pe stadionul Staaien cu o capacitate de 11.250 de locuri.

## Lotul actual
| Nr. |                       | Poziție | Jucător                                          |
| --- | --------------------- | ------- | ------------------------------------------------ |
| 1   | Belgia                | P       | Yves De Winter                                   |
| 2   | Belgia                | M       | Casper De Norre                                  |
| 3   | Elveția               | F       | Alessandro Iandoli                               |
| 4   | Africa de Sud         | M       | May Mahlangu                                     |
| 5   | Spania                | F       | Alfonso Artabe                                   |
| 6   | Belgia                | M       | Gaëtan Hendrickx                                 |
| 7   | Belgia                | M       | Mehdi Lazaar                                     |
| 8   | Belgia                | F       | Faycal Rherras                                   |
| 9   | Burundi               | A       | Mohamed Tchité                                   |
| 10  | Franța                | M       | Jean-Luc Dompé                                   |
| 11  | Franța                | A       | Yohan Boli                                       |
| 13  | Bosnia și Herțegovina | P       | Emil Velić                                       |
| 14  | Belgia                | F       | Nicolas Gerits                                   |
| 15  | Chile                 | M       | Cristián Cuevas (other=împrumutat de la Chelsea) |
| 16  | Belgia                | M       | Rob Schoofs                                      |
| 18  | Coasta de Fildeș      | F       | Mamadou Bagayoko                                 |

| Nr. |                         | Poziție | Jucător                                     |
| --- | ----------------------- | ------- | ------------------------------------------- |
| 19  | Franța                  | F       | Yvan Erichot                                |
| 20  | Republica Centrafricană | A       | Hilaire Momi                                |
| 21  | Belgia                  | M       | Mathias Schils                              |
| 22  | Belgia                  | M       | Edmilson Junior                             |
| 23  | Germania                | F       | Sascha Kotysch                              |
| 24  | Rwanda                  | F       | Salomon Nirisarike                          |
| 25  | Japonia                 | M       | Yuji Ono                                    |
| 26  | Portugalia              | F       | Rúben Fernandes                             |
| 27  | Belgia                  | M       | Reno Wilmots                                |
| 28  | Franța                  | P       | William Dutoit                              |
| 29  | Coasta de Fildeș        | M       | Victorien Angban (împrumutat de la Chelsea) |
| 30  | Columbia                | A       | Joao Rodríguez (împrumutat de la Chelsea)   |
| 31  | Mali                    | M       | Falaye Sacko (împrumutat de la Újpest)      |
|     | Grecia                  | A       | Panagiotis Kynigopoulos                     |
|     | Belgia                  | M       | Alexis De Sart                              |
|     | Franța                  | F       | Damien Dussaut                              |